# Labor Day
El Labor Day (en español: día del trabajo) es un día festivo federal que se celebra en Estados Unidos el primer lunes de septiembre. Tiene su origen en un desfile celebrado el 5 de septiembre de 1882 en Nueva York organizado por la Noble Orden de los Caballeros del Trabajo (Knights of Labor), inspirándose en un evento anual similar realizado en Toronto (Canadá). En 1884 se realizó otro desfile y los Caballeros del Trabajo decidieron hacerlo anualmente.
Otras organizaciones, mayoritariamente las afiliadas a la Primera Internacional, preferían el 1 de mayo, fecha que rememora el inicio en 1886 de una huelga reivindicativa de la jornada laboral de ocho horas y que había llevado a la revuelta de Haymarket de Chicago, tres días después, el 4 de mayo. El presidente Grover Cleveland creyó que el festivo del 1 de mayo sería una oportunidad para desórdenes. Por tanto, temiendo que reforzara el movimiento socialista, rápidamente en 1887 dio su apoyo a la posición de los Caballeros del Trabajo y su fecha para el día del Trabajo.
Desde entonces a diferencia de la mayoría de los países del mundo, Estados Unidos celebra el día del trabajo en una fecha distinta. 
El revolucionario comunista cubano Julio Antonio Mella criticó este Labor Day y lo calificó como «día de la sumisión del trabajador».